# FC Pirin Blagoevgrad

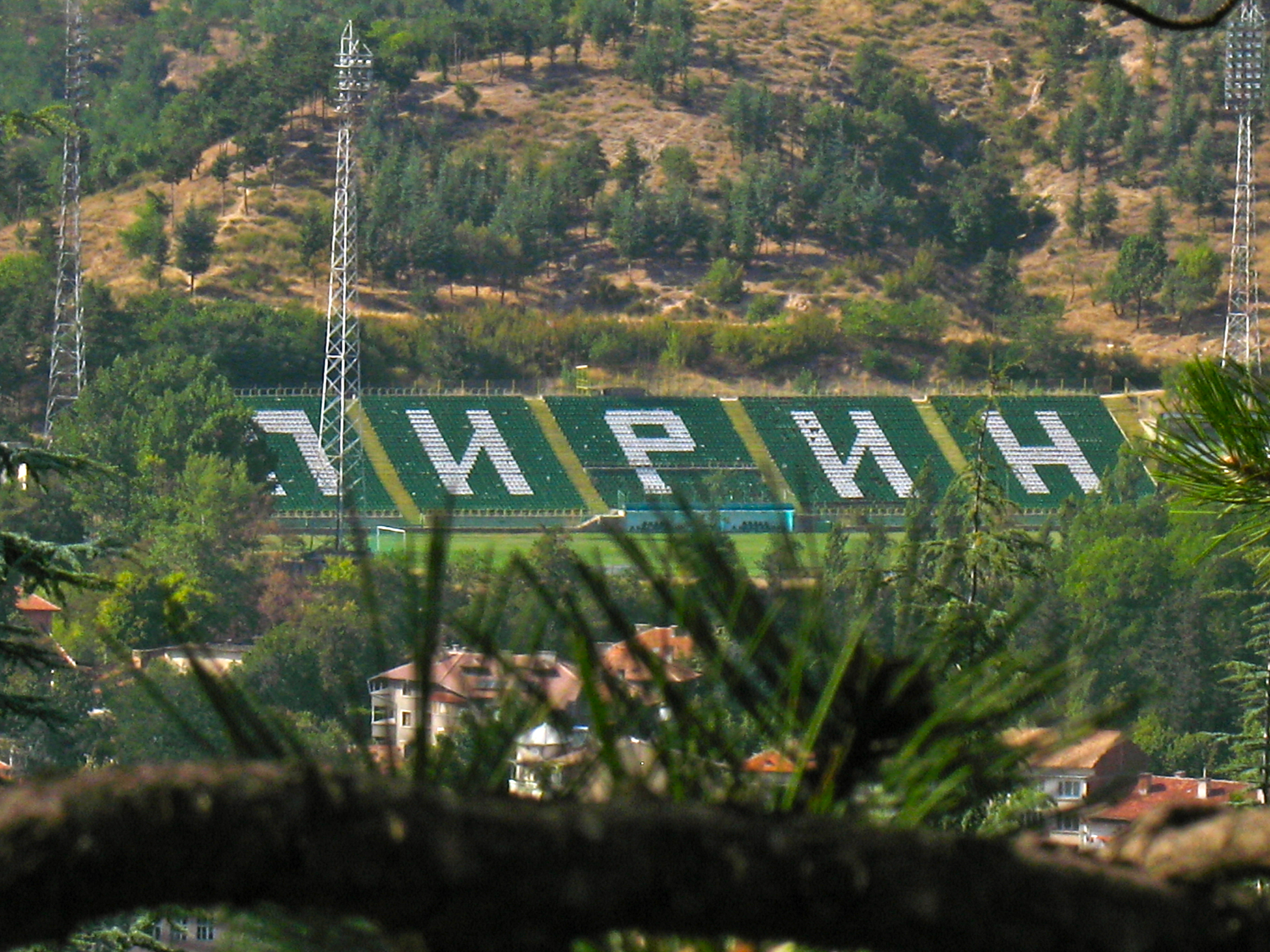
El Hristo Botev Stadium

El FC Pirin Blagoevgrad es un equipo de fútbol de Bulgaria. Es un participante de larga data en el fútbol profesional búlgaro, una cuna de talentos futbolísticos, y de su cantera han salido muchos futbolistas conocidos. El equipo compite en la B PFG, la segunda división de fútbol en el país.

## Historia
El FC Pirin fue fundado en 1922, cuando en Blagóevgrad comenzó a existir el primer club de fútbol: Ilinden. En los siguientes años, surgieron rápidamente varias organizaciones amateur en la ciudad. Sin embargo, se considera que el precursor de Pirin es el SK Botev, fundado en 1934 tras la fusión de Ticha y Levski.
Tres años después, el SK Botev ganó su primer título: el campeonato regional, tras vencer en la final a Makedonska Slava por 2-1. Curiosamente, en 1946 el club se fusionó precisamente con Makedonska Slava, y la nueva entidad recibió el nombre de Yuli Deremdzhiev. El nombre actual, Pirin, lo adoptó el club de Blagóevgrad en 1970. Hasta 1973, Pirin fue uno de los clubes más estables del suroeste de Bulgaria, pero no logró ascender a la élite del fútbol búlgaro.
Sin embargo, en la temporada 1972/73, esto cambió. El club obtuvo el derecho de medirse con los mejores equipos de Bulgaria. En su primera campaña en el A RFG en 1973/74, terminó en 11.º lugar. Siguieron seis años consecutivos en la élite, durante los cuales el equipo se mantuvo en la zona media de la tabla, entre el 6.º y 12.º puesto. En 1979, el equipo ganó su grupo en la Copa Intertoto. En la temporada 1980/81, el equipo solo sumó 26 puntos y terminó en la 16.ª y última posición, descendiendo al B PFG. Un año después, regresó al A RFG, pero solo permaneció una temporada antes de volver a descender. Tras dos años en el B PFG, el equipo logró construir un plantel de calidad.
En 1984, el equipo ascendió sin problemas al A RFG. La siguiente temporada, 1984/85, fue la más exitosa en la historia del club. Terminó en 3º lugar y ganó las medallas de bronce (en 1990 fue relegado al 5º puesto porque la BFS devolvió el título a PFC Levski Sofia y las medallas de plata al PFC CSKA Sofía). Esto le dio el derecho a representar por primera vez a Bulgaria en la Copa de la UEFA. Sin embargo, el debut del equipo en las competiciones europeas no fue bueno: en la primera ronda, las Águilas enfrentaron al Hammarby IF de Suecia y no pudieron oponer resistencia. Perdieron 1-3 en casa y 0-4 en Suecia.
En los años siguientes, el club se consolidó como un rival difícil en la élite. Aunque no repitió el éxito de 1985, tuvo dos destacadas campañas en la Copa de Bulgaria. La primera fue en 1992, cuando llegó a la final pero perdió ante PFC Levski Sofia. Dos años después, volvieron a la final de la Copa de Bulgaria, pero perdieron 0-1 ante PFC Levski Sofia.  
En la temporada 1994/95, el equipo terminó en 15º lugar y descendió al B PFG, poniendo fin a una década dorada (1984-1994). A finales de los 90, regresó brevemente a la élite, pero volvió a descender.
Tras el año 2000, la cantera del club produjo jugadores como Ilko Pirgov, Svetoslav Dyakov, Radoslav Anev, Hristo Zlatinski y Vladislav Zlatinov. Con ellos, regresó a la élite en 2004/05, pero una crisis financiera en 2005 lo llevó a descender a la V AFG. Después de tres años en categoría amateur, en 2008 se fusionó con el PFC Pirin Blagóevgrad (que jugaba en la élite) y volvió a la A RFG. En 2009, llegó a su cuarta final de Copa, eliminando a PFC CSKA Sofía y PFC Levski Sofia, pero perdió ante PFC Litex Lovech.

### Exclusión del fútbol profesional
El 9 de junio de 2011, el equipo fue expulsado del fútbol profesional por deudas financieras y enviado a la V AFG con estatus amateur. El ayuntamiento de Blagóevgrad asumió su gestión, intentando devolverlo al profesionalismo.

### Regreso a la Tercera Liga
El 19 de enero de 2012, Perun (Kresna) se fusionó con OFC Pirin (Blagóevgrad). Debido a restricciones legales, el nombre no se cambió hasta final de temporada.  
En la temporada 2013/14, ganó la V AFG con 25 victorias en 30 partidos y una diferencia de goles de 87:6, ascendiendo a la B PFG. En 2014/15, quedó 2º y logró el ascenso a la A RFG.

### Regreso a la Primera Liga
El inicio en la élite fue difícil: tras 15 partidos, el equipo solo tenía 5 puntos. Con el técnico Nadji Şensoy, mejoró y terminó 8º en 2015/16. En 2016/17, problemas financieros llevaron a la salida de jugadores clave, pero el equipo se salvó (9º). En 2017/18, con el presupuesto más bajo de la liga (700.000 BGN), descendió tras un playoff injusto contra FC Vitosha Bistritsa.

### Regreso en 2021/22
Desde la temporada 2021/22, volvió a la Primera Liga.

### Cantera
La cantera de Pirin es una de las mejores de Bulgaria. Jugadores destacados formados aquí incluyen:
- Dimitar Berbatov (capitán de la selección búlgara).
- Ivaylo Andonov y Petar Mihtarski (parte de la generación que llegó al 4º puesto en USA 94).
- Ivan Tsvetkov (carrera en Holanda y Turquía).
- Otros: Spiro Debarski, Nikola Kovachev Tuata, Malin Orachev, Georgi Markov, Anton Kostadinov, Kostadin Gerganchev, Petar Zlatinov, Krum Bibishkov, Stanislav Manolev, Spas Delev, Kostadin Hazurov, Nikolay Bodurov.

### Denominaciones
- Botev (1934–1947).
- Yuli Deremdzhiev (1948, tras fusión con Makedonska Slava).
- Stroitel (1951–1957).
- Botev (1957–1969).
- Pirin (diciembre 1970–2008).
- Pirin (diciembre 2008–julio 2011, tras fusión con PFC Pirin Blagóevgrad).
- Pirin (desde julio de 2011, tras fusión con Perun Kresna).

## Palmarés
- B PFG: 1

2020/21
- South-West V AFG: 1

2013/14
- Copa de Bulgaria: 0
  - Finalista: 4

1981, 1992, 1994, 2009

## Participación en competiciones de la UEFA
| Temporada | Torneo           | Ronda          | Club          | Casa | Visita | Global |
| --------- | ---------------- | -------------- | ------------- | ---- | ------ | ------ |
| 1985–86   | UEFA Cup         | 1              | Hammarby      | 1–3  | 0–4    | 1–7    |
| 1994–95   | Cup Winners' Cup | Clasificatoria | Schaan        | 3–0  | 1–0    | 4–0    |
| 1994–95   | Cup Winners' Cup | 1              | Panathinaikos | 0–2  | 1–6    | 1–8    |